# Luciana Aymar
Luciana Paula Aymar (Rosario, Argentina, 10. kolovoza 1977.) je argentinska hokejašica na travi. Igra u veznom redu . 

Svojim igrama zadobila je povjerenje argentinskog izbornika.

Jedina je igračica koja je do danas (ožujak 2008.) četiri puta osvojila naslov igračice godine u izboru Međunarodnog hokejaškog saveza.
Poznata je po svom izvrsnom driblingu kojim prolazi protivnice, po čemu su ju uspoređivali sa sunarodnjakom Maradonom.

Po tom svom driblingu je dobila nadimak La Maga ("Čarobnica"), a njene izvrsne igre su je dovele do četiri naslova najbolje hokejašice na travi na svijetu, šest više od legendarne igračice Alyson Annan.
Francuskog je podrijetla.

## Karijera
Lucha Aymar je počela igrati sa sedam godina u mjesnom klubu Fisherton Club u Rosariju, a šest godina poslije je prešla u Jockey Club de Rosario. 

Visoka kakvoća njene igre ju je dovela do juniorske reprezentacije, tako da je trenirala s njima, zbog čega je svaki dan putovala u Buenos Aires. 

1997. je bila u sastavu argentinskih izabranih juniorka koje su pobijedile na Panameričkim igrama za juniorke, a godinu poslije je odigrala svoju prvu utakmicu za "A" reprezentaciju na svjetskom kupu, na kojem su Argentinke osvojile 4. mjesto.
Aymar je bila dijelom naraštaja zlatne argentinske djevojčadi koja je pobijedila ili došla do završnice na nekoliko velikih natjecanja, počevši od Panameričkih igara 1999, srebro na OI u Sydneyu 2000., zlata na SP 2002. u Perthu te Trofeju prvakinja.

Po stanju od 3. studenoga 2009., igra za klub Club de Gimnasia y Esgrima de Buenos Aires (kraticom G.E.B.A.).

### Sudjelovanje na velikim natjecanjima
Sudjelovala je na četiri Olimpijade, 2000. u Sydneyu i 2012. u London, na kojoj je osvojila srebrno odličje i 2004. u Ateni i 2008. u Peking gdje je osvojila brončano odličje.

Na svjetskim kupovima je sudjelovala od 1998.; 2002. je osvojila u Perthu zlatno odličje i 2010. u Rosario.

Na Trofejima prvakinja sudjeluje od 2000., a šest puta je osvojila odličja: zlatno 2001, 2008, 2009, 2010, 2012, 2014 srebro 2002. u Macauu, broncu 2004. u Rosariju te srebro 2007. u Quilmesu i srebro 2011. u Amstelveen.

## Zanimljivosti
Odbila je ponudu od 20 tisuća dolara da se slika za naslovnicu argentinskog izdanja Playboya.

## Naslovi
Naslovi koje je osvojila s argentinskom izabranom vrstom, i juniorskom i seniorskom i klupski naslovi.
- 1997. - zlatno odličje na juniorskim Panameričkim igrama u Čileu
- 1997. - brončano odličje na juniorskom svjetskom kupu održanom u J. Koreji.
- 1998. - europsko klupsko prvenstvo, igrajući za njemački klub Rot Weiss Köln
- 1999. - zlatno odličje na Panameričkim igrama održanim u kanadskom Winnipegu
- 2000. - srebrno odličje na OI u Sydneyu
- 2001. - zlatno odličje na Panameričkom kupu u Jamajci
- 2001. - zlatno odličje na Trofeju prvakinja održanom u nizozemskom Amstelveenu
- 2002. - srebrno odličje na Trofeju prvakinja u kineskom Macauu
- 2002. - zlatno odličje na svjetskom kupu u australskom Perthu
- 2003. - zlatno odličje na Panameričkim igrama u Santo Domingu u Dominikanskoj Republici
- 2004. - zlatno odličje na Panameričkom kupu u Barbados
- 2004. - brončano odličje na OI u Ateni
- 2004. - brončano odličje na Trofeju prvakinja u argentinskom Rosariju
- 2006. -  brončano odličje na svjetskom kupu u Madridu
- 2007. - srebrno odličje na Trofeju prvakinja u argentinskom Quilmesu
- 2007. - zlatno odličje na Panameričkim igrama održanim u brazilskom Riju de Janeiru
- 2008. - brončano odličje na OI u Pekingu
- 2008. - zlatno odličje na Trofeju prvakinja u njemačkom Mönchengladbachu
- 2009. - zlatno odličje na Trofeju prvakinja u australskom Sydneyuu
- 2010. - zlatno odličje na svjetskom kupu u argentinskom Rosario
- 2010. - zlatno odličje na Trofeju prvakinja u Nottinghamu
- 2011. - srebrno odličje na Panameričkim igrama održanim u Guadalajara
- 2011. - srebrno odličje na Trofeju prvakinja u nizozemskom Amstelveenuu
- 2012.  - zlatno odličje na Trofeju prvakinja u argentinskom Rosariju
- 2012. - srebrno odličje na OI u London
- 2013. - zlatno odličje na Panameričkom kupu u Argentina
- 2014. -  brončano odličje na svjetskom kupu u Haag
- 2014. - zlatno odličje na Trofeju prvakinja u argentinskom Mendozau

## Nagrade i priznanja
- 2000. - najbolja igračica na turniru Trofeja prvakinja
- 2001. - igračica godine po izboru FIH-a
- 2001. - najbolja igračica na turniru Trofeja prvakinja
- 2003. - najbolja igračica na turniru Trofeja prvakinja
- 2004. - najbolja igračica na turniru Trofeja prvakinja
- 2004. - igračica godine po izboru FIH-a
- 2005. - igračica godine po izboru FIH-a
- 2005. - najbolja igračica na turniru Trofeja prvakinja
- 2007. - igračica godine po izboru FIH-a
- 2008. - najbolja igračica na turniru Trofeja prvakinja
- 2008. - igračica godine po izboru FIH-a
- 2009. - igračica godine po izboru FIH-a
- 2010. - igračica godine po izboru FIH-a
- 2010. - najbolja igračica na turniru Trofeja prvakinja
- 2012. - najbolja igračica na turniru Trofeja prvakinja
- 2013. - igračica godine po izboru FIH-a
- 2014. - najbolja igračica na turniru Trofeja prvakinja

| Prethodni dobitnik: | Svjetska hokejašica godine 2001. | Sljedeći dobitnik: |
| Alyson Annan        | Svjetska hokejašica godine 2001. | Cecilia Rognoni    |

| Prethodni dobitnik: | Svjetska hokejašica godine 2004. | Sljedeći dobitnik: |
| Mijntje Donners     | Svjetska hokejašica godine 2004. | Luciana Aymar      |

| Prethodni dobitnik: | Svjetska hokejašica godine 2005. | Sljedeći dobitnik: |
| Luciana Aymar       | Svjetska hokejašica godine 2005. | Minke Booij        |

| Prethodni dobitnik: | Svjetska hokejašica godine 2007. | Sljedeći dobitnik: |
| Minke Booij         | Svjetska hokejašica godine 2007. | Luciana Aymar      |